# Pars pro toto
Pars pro toto és una recurs llatí que significa «[prendre] una part pel tot» on una porció d'un objecte o concepte representa la totalitat d'aquest o el seu context. Quan s'utilitza en un context lingüístic, la frase significa que alguna cosa porta el nom d'una part d'ella, en si mateixa no necessàriament representativa de tot. Pars pro toto és un dispositiu comú en iconografia, en la qual la icona d'un particular pot representar un conjunt complet de característiques.
L'oposat a una pars pro toto és un totum pro parte, en què s'utilitza el tot per descriure la part.

## Geografia
Alguns gentilicis es fan servir de vegades per referir-se a una àrea més gran que la que li atribueix el seu significat estricte. Exemples comuns d'ús del pars pro toto en la geografia política són els següents: "Rússia" o "poble rus" per designar tot l'Imperi Rus o la Unió Soviètica, i/o la totalitat dels seus pobles sotmesos; "Holanda" per als Països Baixos; o "Anglaterra" pel Regne Unit. En aquests casos, pars pro toto i totum pro parte de vegades poden donar lloc a imprecisions, polèmiques o ofenses.